# Vagrant Island
Vagrant Island (sinngemäß aus dem Englischen übersetzt Vagabundinsel) ist eine Insel vor der Loubet-Küste des Grahamlands auf der Antarktischen Halbinsel. Sie gehört zu den Bragg-Inseln im Crystal Sound und liegt als die nördliche zweier benachbarter kleiner Inseln unmittelbar westlich von Rambler Island sowie rund 12 km nördlich des Kap Rey.
Vermessungen, die der Falkland Islands Dependencies Survey zwischen 1958 und 1959 vornahm, dienten ihrer Kartierung. Benannt ist sie in Anlehnung an die Benennung von Rambler Island (sinngemäß aus dem Englischen übersetzt Spaziergängerinsel).